# Skärplinge
Skärplinge är en tätort i Tierps kommun. Strömarån flyter genom samhället.
Riksväg 76 mellan Gävle och Östhammar passerar rakt genom samhället och delar det i två delar.

## Historia
Skärplinge omtalas första gången i markgäldsförteckningen 1312 ('de Skærplinge') med 29 skattskyldiga hushåll. Möjligen har en medeltida sätesgård funnits i Skärplinge under 1300-talet. Ulf Jakobsson (spets till vänster) köpte 1356 en gård i Skärplinge av Magnus Gislesson (sparre av Aspnäs). En Peter Magnusson hade 1345 sålt jord i Skärplinge till Jakob och Olof Karlsson, antagligen Ulf Jakobssons far och farbroder. Hans hustru skriver sig här 1377 och 1386, hans bror Karl Jakobsson (spets till vänster) skriver omtalas här 1387 och 1390. Karl Jakobssons änka donerar 1407 delar av jorden till Vadstena kloster. Greger Magnusson (Eka) sålde 1419 ett gods i Skärplinge till Bengt Tomasson, vars brorson Sigge Larsson (Sparre av Rossvik) 1491 sålde dem till Erik Trolle. Det sägs då handla om fyra gårdar. De inlöstes senare av Stockholms borgmästare Jöns Månsson och ärvdes 1524 av hans dotter Hebbla. På 1540-talet tillhörde gårdarna Erik Fleming.
Under 1500-talet bestod Skärplinge av 7 mantal skatte, en skattebolsjord, ett mantal kyrkojord (från 1560-talet prependejord) samt ett mantal tillhörigt Vadstena kloster vilket 1546 tillföll Gustav Vasa som arv och eget.
Skärplinge förekommer som tingsplats för Lövsta ting 1389 och 1472 och var under 1500-talet en av tingsplatserna för Norra Rodens ting.
Ortsnamnet "Skärplinge" kommer av "skarp" i betydelsen torr, ofruktsam.

### Befolkningsutveckling
| Befolkningsutvecklingen i Skärplinge 1950–2020 | Befolkningsutvecklingen i Skärplinge 1950–2020 | Befolkningsutvecklingen i Skärplinge 1950–2020 | Befolkningsutvecklingen i Skärplinge 1950–2020 | Befolkningsutvecklingen i Skärplinge 1950–2020 |
| ---------------------------------------------- | ---------------------------------------------- | ---------------------------------------------- | ---------------------------------------------- | ---------------------------------------------- |
|                                                |                                                |                                                |                                                |                                                |
| År                                             |                                                |                                                | Folkmängd                                      | Areal (ha)                                     |
| 1950                                           | 1950                                           |                                                | 536                                            |                                                |
| 1960                                           | 1960                                           |                                                | 494                                            |                                                |
| 1965                                           | 1965                                           |                                                | 568                                            |                                                |
| 1970                                           | 1970                                           |                                                | 611                                            |                                                |
| 1975                                           | 1975                                           |                                                | 680                                            |                                                |
| 1980                                           | 1980                                           |                                                | 754                                            |                                                |
| 1990                                           | 1990                                           |                                                | 685                                            | 89                                             |
| 1995                                           | 1995                                           |                                                | 692                                            | 93                                             |
| 2000                                           | 2000                                           |                                                | 714                                            | 94                                             |
| 2005                                           | 2005                                           |                                                | 740                                            | 94                                             |
| 2010                                           | 2010                                           |                                                | 673                                            | 95                                             |
| 2015                                           | 2015                                           |                                                | 720                                            | 110                                            |
| 2020                                           | 2020                                           |                                                | 732                                            | 109                                            |
|                                                |                                                |                                                |                                                |                                                |

## Samhället
Skärplinge fungerar sedan gammalt som en betydande handels- och serviceort för ett stort omland och har i förhållande till befolkningen en hög servicegrad vad gäller kommersiella och andra tjänster[källa behövs].
Gefle handelsbank öppnade ett kontor i Skärplinge den 23 oktober 1905. Denna bank uppgick så småningom i Svenska Handelsbanken. Skärplinge hade även ett sparbankskontor tillhörande Upsala sparbank, senare Swedbank. Swedbank lade ner sitt kontor den 31 augusti 2012. I februari 2021 stängde även Handelsbanken och Skärplinge blev utan bankkontor.
Skärplinge domineras av bostäder och har inga större arbetsplatser.

## Kommunikationer
Orten har även sedan länge varit en viktig vägknut. Förutom riksväg 76 ansluter här även länsväg C 740 (f d länsväg 291) söderut via Västland till Tierp. Norrut finns vägförbindelser mot Fagerviken, Hållnäs kyrkby (Edvalla) och Vavd/Ängskär på Hållnäshalvön.

## Sport
Skärplinge i sportsammanhang är mest känt för sitt ishockeylag SHK Hockey (Skärplinge, Hållnäs, Karlholm). Laget spelar sina hemmamatcher i PEK Hallen som har en publikkapacitet på 500 personer. Skärplinge IK bildades på 1950-talet och blev första lag utanför Uppsala att ta hem DM säsongen 1958/59. 
Skärplinge IK blev S/H Hockey på hösten år 1971. Skärplinge IK samt Hållnäs IF, två föreningar vars verksamhet hade sitt ursprung i 50-talets breda folkliga idrottsintresse och som hade börjat samarbeta på ungdomssidan tog nu steget fullt ut. År 2000 blev S/H Hockey istället SHK Hockey när Karlholm anslöt. 
Säsongen 2018/19 spelade SHK Hockeys A-Lag i Division 4 Uppland och Damlaget spelar i Division 1 Väst. A-Laget vann Division 4 vilket resulterade i avancemang till Division 3. Den första seriesegern för klubbens A-Lag sedan 1998.